# Coorow
Coorow  è una città dell'Australia Occidentale, situata 266 chilometri a nord della capitale Perth. Al censimento del 2006 Coorow contava 176 abitanti. La città vive di un'economia prevalentemente basata sull'agricoltura, richiamando alcuni turisti nel periodo primaverile quando si verifica la fioritura del deserto.
I primi pionieri si stabilirono in questa zona nella seconda metà del XIX secolo, con la città che venne riconosciuta ufficialmente nel 1893. Il nome Coorow deriva dalla parola aborigena Curro, dal significato incerto ma che dava il nome ad una sorgente che si trovava nei pressi della città.